# Grime
Grime, cunoscut și ca  8-bar, Nu Shape, Sublow și Eskibeat, este un gen muzical originar în Bow, Londra, Anglia de la începutul anilor 2000s, inspirat din UK garage, dancehall, și hip hop. Pionerii stilului sunt: Dizzee Rascal, Wiley, Kano, Jammer, Newham Generals, Roll Deep, Crazy Titch, Skepta, Professor Green,  JME și Ghetts.
Este un gen muzical nou in România. Muzica Grime derivă din UK garage și Hip Hop, dar cu influențe din jungle, rock, techno, dance și multe alte stiluri muzicale.
1. ↑  McKinnon, Matthew (5 mai 2005). „Grime Wave”. Canadian Broadcasting Corporation. Accesat în 24 februarie 2008.